# Risk (Wallstawe)
Risk ist ein Wohnplatz im Ortsteil Umfelde der Gemeinde Wallstawe im Altmarkkreis Salzwedel in Sachsen-Anhalt.

## Geografie
Der Wohnplatz Risk liegt etwa zwei Kilometer südwestlich von Wallstawe und einen Kilometer östlich von Peckensen in der Altmark. Nordöstlich liegt der etwa 66 Meter hohe Johannisberg. Im Westen fließt der Röthenbach.

## Geschichte
Auf einer Karte um 1780 heißt die Gegend Der Rieske Busch. Im amtlichen Verzeichnis der wüsten Feldmarken des Kreises Salzwedel von 1782 wurde Risk aufgeführt. Johann Friedrich Danneil berichtete 1843, dass das Waldgebiet Forst Risch oder Risk dem Joachimtalschen Schulamt in Amt Dambeck gehörte. Von einem Bruch südöstlich vom benachbarten  Peckensen zieht sich eine Landwehr an der Grenze zum Mehmker Holz durch das Waldgebiet bis zu Groß Bierstedt nach Südosten, wo sich der Doppelwall mit dem dazwischenliegenden Graben dann im Acker verliert. Danneil vermutet, dass die Landwehr weiter nach Südosten über Rohrberg, Ahlum und Tangeln führte.
Wilhelm Zahn berichtet im Jahre 1909: „Der Tradition nach soll hier ein wendisches Dorf Risk, Risch oder Riesch gelegen haben. In dem dichten Walde sind keine Spuren einer Siedlung bemerkbar. Im Jahre 1782 wurde einen Kilometer östlich von Peckensen im Wald eine Försterei angelegt, die den Namen Risk erhielt“.
Weitere Nennungen sind 1789 Risch, 1804 Risch und Riesch und schließlich 1873 Försterei Risk.

### Eingemeindungen
Am 30. September 1928 wurde der Gutsbezirk Risk aus dem Landkreis Salzwedel mit der Landgemeinde Umfelde vereinigt. Am 20. Juli 1950 wurde die Gemeinde Umfelde aus dem Landkreis Salzwedel in die Gemeinde Gieseritz eingemeindet. Durch den Zusammenschluss der Gemeinde Gieseritz mit anderen Gemeinden zur neuen Gemeinde Wallstawe am 1. Juli 2009 kam der Ortsteil Umfelde mit dem Wohnplatz Risk zu Wallstawe.

### Einwohnerentwicklung
| Jahr | Einwohner |
| ---- | --------- |
| 1789 | 3         |
| 1798 | 3         |
| 1801 | 3         |
| 1818 | 2         |

| Jahr | Einwohner |
| ---- | --------- |
| 1871 | 03        |
| 1885 | 09        |
| 1895 | 10        |
| 1905 | 05        |

Quelle:

## Religion
Die evangelischen Christen aus Risk gehören zur Kirchengemeinde Hilmsen, die früher zur Pfarrei Hilmsen gehörte, und heute betreut wird vom Pfarrbereich Diesdorf im Kirchenkreis Salzwedel im Propstsprengel Stendal-Magdeburg der Evangelischen Kirche in Mitteldeutschland.